# Zatoka Warnołęcka
Zatoka Warnołęcka – zatoka Zalewu Szczecińskiego w jego zachodniej części w bliskości Puszczy Wkrzańskiej. Nad jej brzegami znajduje się wieś Warnołęka.
Brzegi zatoki są porośnięte trzciną oraz pokryte podmokłymi bagnami i łąkami
Wody Zatoki Warnołęckiej należą do gminy Nowe Warpno.
W 1949 roku wprowadzono urzędowo rozporządzeniem polską nazwę Warniłęska Zatoka, zastępując poprzednią niemiecką nazwę zatoki – Wahrlanger Bucht.